# Jasna Horvat
Jasna Horvat (Osijek, 27. prosinca 1966.) hrvatska je književnica, multimedijska umjetnica, teoretičarka kulture i redovita profesorica na Ekonomskom fakultetu u Osijeku. Piše romane, eseje, knjige za djecu i mladež te znanstvena i stručna djela iz dviju znanstvenih grana (društvene i humanističke). Većina njezinih romana ocijenjena je kao oulipovski narativ i srodna je nastojanjima skupine Oulipo. Književna kritika opus Jasne Horvat naziva Ars Horvatiana čime se označava jedinstvenost njezina rukopisa izgrađenog oulipovskim spojem umjetnosti i znanosti. 

## Životopis
Rođena je u Osijeku 27. prosinca 1966. godine.
Studirala je na Ekonomskom fakultetu u Osijeku gdje po diplomiranju (1989.) dobiva radno mjesto asistenta na Katedri kibernetike, matematike i statistike (1990.). Po završetku poslijediplomskog studija, magistrirala je na Ekonomskom fakultetu u Osijeku (23. siječnja 1992.), a zvanje doktora znanosti stekla je obranom doktorskog rada, također na Ekonomskom fakultetu u Osijeku (26. svibnja 1997.), pred povjerenstvom s jednim inozemnim članom i mentorom - prof. dr. sc. Anuškom Ferligoj, redovitom profesoricom na Sveučilištu u Ljubljani.
Vodila je više znanstvenih projekata, a kao rezultat jednog od njih izgradila je i vodila CATI centar - istraživački poligon za prikupljanje, analizu i interpretaciju statističkih podataka. Sudjelovala je na brojnim znanstvenim skupovima iz područja društvenih i humanističkih znanosti, inozemnim stipendijama i pozvanim predavanjima, a temeljem rezultata znanstveno-istraživačkog rada 2012. godine potvrđena je u znanstveno zvanje znanstvenog savjetnika i trajno znanstveno-nastavno zvanje redovitog profesora iz područja društvenih znanosti, znanstvenog polja ekonomije, znanstvene grane kvantitativne ekonomije. Osnivačica je i potpredsjednica Andizeta - Instituta za znanstvena i umjetnička istraživanja u kreativnoj industriji.

## Književnički rad
Članica je Društva hrvatskih književnika, Hrvatske udruge istraživača dječje književnosti, Matice hrvatske, Hrvatskog statističkog društva, Instituta Andizet. 
Književničkim radom počinje se baviti u suradnji s osječkim Dječjim kazalištem Branka Mihaljevića, potkraj devedesetih. U to doba Dramski studio Dječjeg kazališta Branka Mihaljevića u Osijeku postavlja na scenu igrokaz Putem sunca (kasnije preimenovan u Svevidovim tragom i objavljen u Izgubljenoj vili (Matica hrvatska, 2002.), knjizi dvaju dramatiziranih tekstova). Nakon Izgubljene vile, Naklada Ljevak objavljuje Alemperkina kazivanja (2005.) - njezinu interpretaciju Sučićeve mitologije, popraćenu vrhunskim ilustracijama Pike Vončine.
Knjiga pisama razmijenjenih s Irenom Vrkljan Pismo u pismu potvrda je prijateljstva oživljenog kroz pisma, a s njima kulturne svestranosti obiju autorica. Romani Az, Bizarij, Auron, Vilikon, Alikvot i Vilijun upućuju na naklonost Jasne Horvat eksperimentu očitovanom ponajprije u konceptualizaciji romaneskne forme.
 Njezina djela za djecu  - Izgubljena vila, Alemperkina kazivanja i Krijesnici - tematiziraju mitološki koncept hrvatskog panteona, približavaju ga djeci, a posredovanjem ilustracija Pike Vončine postaju i lako pamtljive predaje. 
U romanu Az (2010. nagrađenom prestižnom nagradom Hrvatske akademije znanosti i umjetnosti za književnost) Jasna Horvat popularizira glagoljicu ugrađujući glagoljicu u radnju romana na slovnoj, numeričkoj i simboličkoj razini. Bizarijem - romanom o fantazmagoriji jedne vezanosti - Jasna Horvat koristi veznike kako bi ukazala na gramatičku kodiranost intimnih i historijskih vezanosti za topos. Pri tome za svoj topos izabire grad Osijek, a čuvene, bizarne ex-Osječane za nositelje simboličkih podudarnosti s veznicima kao vrstom riječi.  Konceptualna variranja ove autorice kulminiraju u Auronu gdje zlatni rez ugrađuje ne samo u strukturu teksta nego i u život istoimenog glavnog junaka - Aurona. Rubnice romana ispunjava podatcima o auronskom konceptu ljepote te na taj način, posredovanjem aktivnih rubnica romana, čitatelji Aurona primaju obilje podataka o zlatnorezovskom formatu - auronu - kao i o njegovim najrazličitijim pojavljivanjima. Roman leksikon o vilama - Vilikon spoj je dviju kulturnih priča: one koju pripovijeda Marko Polo i one koju monološki interpretira Kublaj-kan, Markov slušatelj. Leksikonske natuknice o vilama, nadnaravnim bićima iz Kraljevstva Hrvatskog, ispripovijedane su uporabom magičnog kvadrata broja 12. Roman Alikvot izgrađen je na studiji Vladimira Mažuranića te u svom sadržajnom dijelu dovršava nezavršeni roman Ivane Brlić Mažuranić Jaša Dalmatin, potkralj Gudžerata. Ovaj roman ujedno donosi i Manifest aksiomatske književnosti kojim književnica pojašnjava doktrinu prema kojoj je izgrađivala svoj opus. 

Autorica Jasna Horvat u potpunosti je posvećena njegovanju hrvatske kulturne baštine, njezinu izučavanju i promoviranju. Samu sebe vidi određenu informacijskim dobom, a kritičari njezina djela uspoređuju s djelima Itala Calvina te ih nerijetko ocjenjuju oulipovskim narativima.
Nakon romana Vilijun - permutiranog romana Vilikon -  opus Jasne Horvat označen je složenicom Ars Horvatiana te je time potvrđena njegova izgrađenost i jedinstvenost u hrvatskoj suvremenoj književnosti. Roman Atanor konstruiran je prema strukturi periodnog sustava elemenata te predstavlja jedinstveni spoj književnosti i znanja o (al)kemiji. Romani Vilijun, Atanor i OSvojski ovu hrvatsku književnicu postavljaju rodonačelnicom "pametne književnosti" u kojoj je potrebno koristiti pametni telefon kako bi se u potpunosi otčitao teksta premrežen QR kodovima. 
Od 2012. godine do 2018. bila je članicom povjerenstva Nagrade Dr. Ivan Šreter za izbor najbolje riječi.
Hrvatsku književnost predstavljala je na inauguracijskom EU-Kina književnom festivalu koji se u studenom 2017. godine održavao u Pekingu i Chengduu. Sa suradnicima je objavila dvojezičnu publikaciju Ars Andizetum koja je (i) otvorenog pristupa, a u kojoj donose novu definiciju Kreativne industrije.

## Nagrade i priznanja
- Nagrada HAZU za roman Az (2010.)
- Pečat grada Osijeka za osobita ostvarenja na području književnosti (2011.)
- Državna nagrada za znanost 2016. godine: kategorija "populariziranje znanosti" - za Kreativnu riznicu 2016. godine (2017.)
- FUL KULTURNO: nagrada Superbrendsa za najbolje brendirani niskobužetni projekt u kulturi - za Hepening Vilijun (2018.)
- Nagrada "Josip i Ivan Kozarac" za roman Osvojski (2019.) koji je proglašen najboljim proznim djelom - knjigom godine
- Nagrada "Simply the best" u kategoriji Osoba godine (2021.) za inovativan doprinos turističkoj djelatnosti, a ostvaren književnim tekstovima[11]
- Državna nagrada "Ivan Filipović" za 2020. godinu u području visokoga školstva[12]
- Nagrada Utjecajna Hrvatska žena za 2024. godinu u području umjetnosti i kulture dodijeljena od udruge Mreža Hrvatskih Žena[13]

## Objavljena djela
(popis nepotpun)
- Ahorion, Naklada Ljevak, Zagreb, 2025.
- Lekcionar kreativne industrije - Andizetski pojmovnik (suautorstvo s Josipom Forjan i Ivanom Jobst), Ekonomski fakultet u Osijeku i Institut Andizet, Osijek, 2024.[14]
- Dvorac Ars Eugenium - atraktorskom biseru ususret (suautorstvo s Josipom Mijoč i Ivanom Plaščak), Institut Andizet, Osijek, 2023.[15]
- Perunika, Naklada Ljevak, (ilustracije Petre Brnardić), Zagreb, 2023.[16]
- Akademski bonton, Ekonomski fakultet u Osijeku, Osijek, 2022.[17]
- Ave, OsEconomia!, Ekonomski fakultet u Osijeku, Osijek, 2021.[18]
- Villion, prijevod romana Vilijun na engleski jezik, translation by Jadranka Zlomislić, Naklada Ljevak, Zagreb, 2021.[19]
- Ars Meandrum (suautorstvo s Lukom Gotovcem), Institut Andizet, Osijek, 2021.[20]
- Ars Igrum (suautorstvo s Leonom Lendićem), Institut Andizet, Osijek, 2021.[21]
- Antiradar, Naklada Ljevak, Zagreb, 2020.[22]
- Az, prijevod romana AZ na engleski jezik, translation by Jadranka Zlomislić,  Institut Andizet, Osijek, 2020.[23]
- Az, drugo, izmijenjeno izdanje, Naklada Ljevak, 2020.[24]
- Ars Eugenium (suautorstvo s Lukom Gotovcem), Institut Andizet, Osijek, 2019.[25]
- Istraživački SPaSS (suautorstvo s Josipom Mijoč, Naklada Ljevak, Zagreb, 2019.[26]
- OSvojski, Naklada Ljevak, Zagreb, 2019. (nagrada Josip i Ivan Kozarac za 2019. godinu)[27]
- Ars Andizetum (suautorstvo s Josipom Mijoč i Anom Zrnić), Institut Andizet, Osijek, 2018.[10]
- Atanor, Naklada Ljevak, Zagreb, 2017.[28]
- Vilijun, Naklada Ljevak, Zagreb, 2016.[29]
- Antiatlas, Naklada Ljevak, Zagreb, 2014.[30]
- Alikvot, Algoritam, Zagreb, 2014.
- Nevidljivo nakladništvo (suautorstvo s Nives Tomašević), Naklada Ljevak, Zagreb, 2012.[31]
- Vilikon,[32] Naklada Ljevak, Zagreb, 2012.
- Osnove statistike (suautorstvo s Josipom Mijoč), Naklada Ljevak, Zagreb, 2012. i 2014.
- Auron,[33][34] Naklada Ljevak, Zagreb, 2011.
- Az,[35][36][37] Naklada Ljevak, Zagreb, 2009. (nagrada HAZU za 2010. godinu)[38]
- Bizarij,[39][40][41] Naklada Ljevak, Zagreb, 2009.
- Krijesnici,[42][43] Algoritam, Zagreb, 2009.
- Pismo u pismu[44] (suautorstvo s Irenom Vrkljan), Naklada Ljevak, Zagreb, 2008.
- Alemperkina kazivanja,[45][46][47] Naklada Ljevak, 2005., ilustracije Pika Vončina (posebna pohvala 2006. u Katalogu odabranih naslova dječje literature)[48]
- Izgubljena vila, Matica hrvatska, Osijek, 2002.
- Statistika s pomoću SPSS/PC+, Osijek, 1995.

## Eseji i studije
(popis nepotpun)
- Semiotički marketing Konstantina Ćirila Filozofa: glagoljičko prezentiranje kršćanstva kao preteča suvremenog semiotičkog marketinga, suautori: Nives Tomašević i Slaven Lendić[49]
- Intenzitet prenesena iskustva u stvaranju akademske proze Dubravke Oraić Tolić[50]
- ARTICLE Beliefs in Equality for Women and Men as Related to Economic Factors in Central and Eastern Europe and the United States[51]
- Economic Influences on Ideals About Future Jobs in Young Adults in Formerly Socialist Countries and the United States[52]
- Tematsko-motivske veze u stvaralaštvu Vladimira Mažuranića i Ivane Brlić-Mažuranić, suautorstvo s A. Kos-Lajtman[53]
- Ivana Brlić-Mažuranić, "Priče iz davnine": nova konstrukcija izvora i metodologije; suautorstvo s A. Kos-Lajtman[54]
- Lik i djelo Svetog Konstantina Ćirila Filozofa u romanu Az; suautorstvo s Nives Tomašević[55]
- Book as a Souvenir: Partnership Between Tourism Potentials, Cultural Identity, Promotion and Publisher's Profits; suautorstvo s Mijoč, Horniš, Tomašević[56]

## Vanjske poveznice
- Akademski bonton - udžbenik Jasne Horvat 2022.
- Ave, Ars Horvatiana - autorice Josipe Mijoč 2022.
- Ave, OsEconomia! - spomenica Jasne Horvat 2021. posvećena Ekonomskom fakultetu u Osijeku
- Ars Meandrum - notni zapisi Jasne Horvat i Luke Gotovca
- Ars Igrum - dramski tekstovi Jasne Horvat i crteži Leona Lendića   Arhivirana inačica izvorne stranice od 21. rujna 2021. (Wayback Machine)
- Ars Eugenium - notni zapisi Luke Gotovca i Jasne Horvat   Arhivirana inačica izvorne stranice od 20. veljače 2021. (Wayback Machine)
- Topoteka romana Vilijun http://vilijun.topotheque.eu
- Večernji list
- Nacional [https://www.nacional.hr/jasna-horvat-2021-porucila-glagoljica-bi-hrvatskoj-mogla-donijeti-kulturni-ugled/
- Slobodna Dalmacija]
- Glas Koncila
- Hrvatski portal u Švicarskoj http://www.croatia.ch/kultura/knjizevnost/121219.php  Arhivirana inačica izvorne stranice od 9. ožujka 2013. (Wayback Machine)
- Portal hrvatskog kulturnog vijeća http://www.hkv.hr/izdvojeno/vai-prilozi/p-r/raos-ivan/13046-ivan-raos-ilustrirana-nizanja-na-a-jasne-horvat.html
- Pressica (484) http://vktel.net/video-galerije?task=cats&cat=18&sl=categories&layout=listview  Arhivirana inačica izvorne stranice od 7. prosinca 2012. (Wayback Machine)
- Jasna Horvat u Hrvatskom kulturnom centru u Beču[neaktivna poveznica], tjedno.hr, 22. rujna 2014.